# Viktor Gaddefors
Carl Viktor Gaddefors (Östersund, 8 ottobre 1992) è un cestista svedese.
È figlio di Henrik Gaddefors e ha un fratello maggiore, Anton, anch'egli cestista.

## Carriera
Viktor Gaddefors gioca le sue prime due stagioni da cestista in prima squadra (2008-09 e 2009-10) con l'Uppsala, in Svezia.
Nell'estate 2010 firma per la Virtus Bologna, ma durante il primo anno colleziona poche presenze in Serie A giocando prevalentemente nella squadra giovanile Under-19.
Per la stagione 2011-2012 viene girato in prestito alla Sidigas Avellino, sempre in Serie A, dove trova maggiore spazio giocando titolare in tutte le 32 partite in cui è stato schierato. In 27,4 minuti di utilizzo ha realizzato 6,3 punti di media.
Un anno più tardi rientra a Bologna, rimanendovi per un biennio. Con un minutaggio leggermente inferiore a quello che aveva ad Avellino, mette a segno rispettivamente 5,6 e 6,8 punti di media nei due anni di permanenza.
Nell'agosto 2014, approfittando di un ritardo del club nel pagamento dello stipendio, ottiene lo svincolo unilaterale da parte della FIBA, trovandosi così libero di firmare per la Pallacanestro Mantovana in Serie A2 Gold.
Torna nella massima serie nel 2015
disputando due stagioni con Caserta.
Dopo un'esperienza in Svezia con Uppsala il giocatore, nell'estate 2017, firma un contratto con la squadra polacca del Krosno.

## Palmarès

### Individuale
- MVP campionato svedese: 1

2020-21